# Stazione di Inō
La stazione di Inō (伊納駅?, Inō-eki) è una stazione della città di Asahikawa situata sulla linea principale Hakodate e gestita da JR Hokkaido.

## Struttura
La stazione è dotata di due binari con due marciapiedi laterali.
| 1 | ■ Linea principale Hakodate | per Fukagawa, Takikawa, Iwamizawa e Sapporo |
| 2 | ■ Linea principale Hakodate | per Asahikawa                               |

## Stazioni adiacenti
| «                         | Servizio                  | »                         |
| Linea principale Hakodate | Linea principale Hakodate | Linea principale Hakodate |
| ------------------------- | ------------------------- | ------------------------- |
| Osamunai                  | Locali                    | Chikabumi                 |